# سبط بنيامين
وفقًا للتوراة، فإن سبط بنيامين (بالعبرية: בִּנְיָמִן) هو أحد أسباط بني إسرائيل الاثني عشر. ينحدر السبط من نسل بنيامين أصغر أبناء يعقوب من زوجته راحيل. في التوراة السامرية، يظهر الاسم في صيغة "بنياميم" (بالعبرية: בנימים).
استقر سبط بنيامين شمالي أراضي سبط يهوذا، إلى الجنوب من مملكة إسرائيل الشمالية، وكانت له أهمية كبيرة في الروايات الكتابية حيث جاء منه العديد من قادة بني إسرائيل، بما في ذلك أول ملوك بني إسرائيل شاول، والعديد من الزعماء الأوائل في زمن القضاة. في فترة القضاة، دخلوا في حرب أهلية كادت تؤدي إلى انقراضهم تقريبًا كقبيلة. بعد انقسام مملكة إسرائيل الموحدة، انضم سبط بنيامين إلى مملكة يهوذا الجنوبية. وبعد تدمير مملكة يهوذا على يد البابليين في أوائل القرن السادس قبل الميلاد وترحيل سكانها، فاختفى ذكر سبط بنيامين من التاريخ.

## الاسم
وفقًا لرواية سفر التكوين،(التكوين 35: 16-18) وُلد بنيامين نتيجة ولادة مؤلمة ماتت فيها أمه، وفسمّته أمه قبل موتها اسم "بن أوني" أي "ابن ألمي". إلا أن أباه يعقوب فضّل تسميته "بنيامين"، والذي يعني في العبرية "ابن يميني". جغرافيًا، قد يعني مصطلح بنيامين "ابن الجنوب" من منظور مملكة إسرائيل الشمالية، حيث كانت أراضي بنيامين في الطرف الجنوبي للمملكة الشمالية.
|      |      |      |      |      |      |  |  |      |      |      |      |      |      |  |  |       |       |       |       |       |       |  |  |      |      |      |      |      |      |  |  |       |       |       |       | بنيامين |       |  |  |      |      |      |      |      |      |  |  |     |     |     |     |     |     |  |  |      |      |      |      |      |      |  |  |      |      |      |      |      |      |  |  |     |     |     |     |     |     |
|      |      |      |      |      |      |  |  |      |      |      |      |      |      |  |  |       |       |       |       |       |       |  |  |      |      |      |      |      |      |  |  |       |       |       |       |         |       |  |  |      |      |      |      |      |      |  |  |     |     |     |     |     |     |  |  |      |      |      |      |      |      |  |  |      |      |      |      |      |      |  |  |     |     |     |     |     |     |
|      |      |      |      |      |      |  |  |      |      |      |      |      |      |  |  |       |       |       |       |       |       |  |  |      |      |      |      |      |      |  |  |       |       |       |       |         |       |  |  |      |      |      |      |      |      |  |  |     |     |     |     |     |     |  |  |      |      |      |      |      |      |  |  |      |      |      |      |      |      |  |  |     |     |     |     |     |     |
| بالع | بالع | بالع | بالع | بالع | بالع |  |  | باكر | باكر | باكر | باكر | باكر | باكر |  |  | أشبيل | أشبيل | أشبيل | أشبيل | أشبيل | أشبيل |  |  | جيرا | جيرا | جيرا | جيرا | جيرا | جيرا |  |  | نعمان | نعمان | نعمان | نعمان | نعمان   | نعمان |  |  | إيحي | إيحي | إيحي | إيحي | إيحي | إيحي |  |  | روش | روش | روش | روش | روش | روش |  |  | مفيم | مفيم | مفيم | مفيم | مفيم | مفيم |  |  | حفيم | حفيم | حفيم | حفيم | حفيم | حفيم |  |  | أرد | أرد | أرد | أرد | أرد | أرد |

## الرواية الكتابية

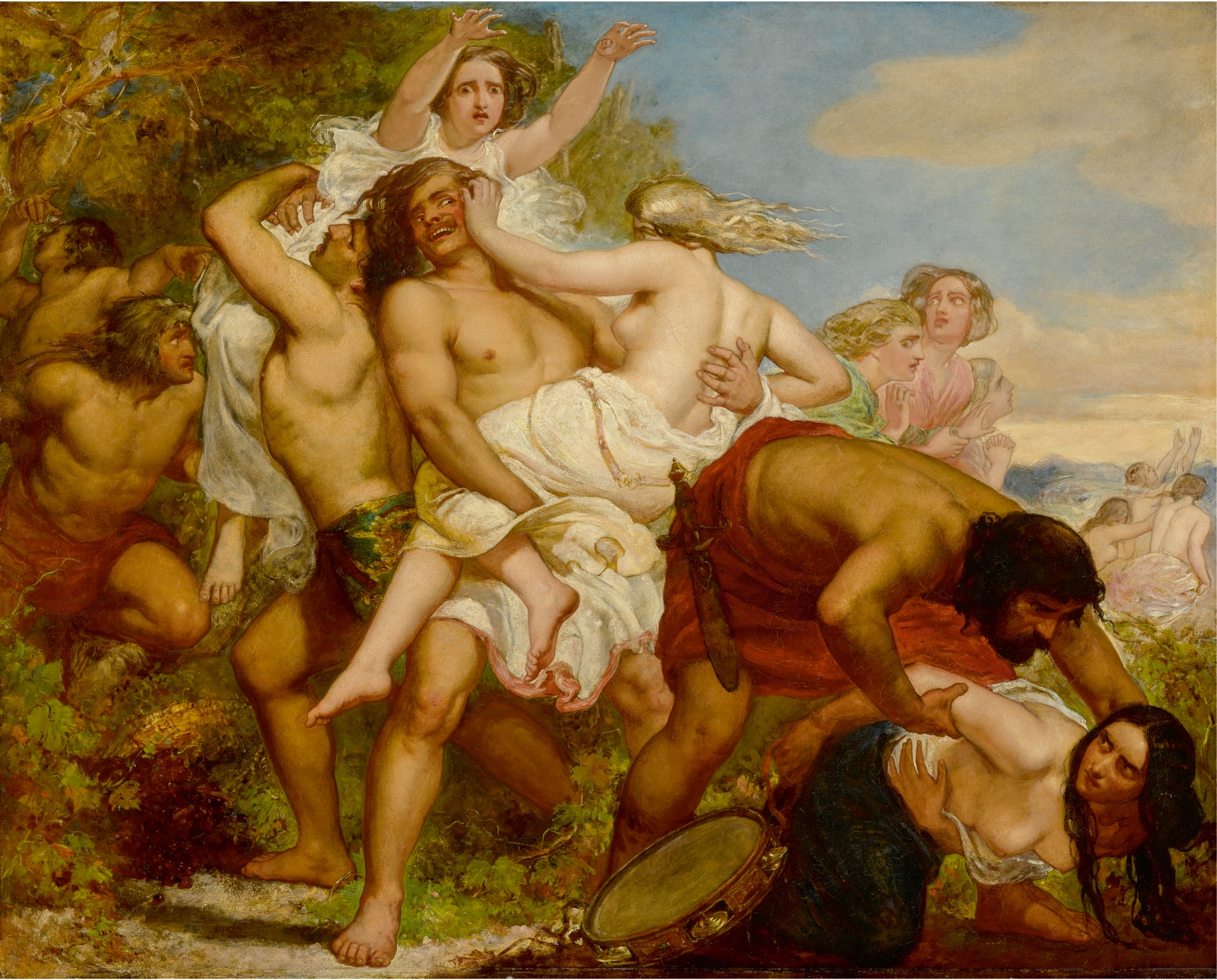
لوحة قبيلة بنيامين تستولي على ابنة شيلوه (1847)، بريشة جون إيفرت ميليه

بعد غزو أرض كنعان على يد يشوع إلى زمن تأسيس مملكة إسرائيل الموحدة، كان سبط بنيامين جزءًا من اتحاد أسباط بني إسرائيل. لم تكن هناك حكومة مركزية، وفي زمن الأزمات كان يقود الشعب قادة مختصون يُعرفون باسم القضاة.

### معركة جبعة
يروي سفر القضاة أن اغتصاب إحدى سريات أحد أفراد سبط لاوي على يد عصابة من سبط بنيامين تسبب في معركة في جبعة، سعت فيها أسباط إسرائيل الأخرى للانتقام، فقُتل نتيجة لذلك أفراد من سبط بنيامين بينهم نساء وأطفال. كادت الأسباط الأخرى أن يبيدوا سبط بنيامين بأكمله تقريبًا. نجا ستمائة رجل من سبط بنيامين بالاختباء في كهف لمدة أربعة أشهر. ومع ذلك، يشير النص عدة مرات إلى أن محاربي سبط بنيامين "رجال شجعان" على الرغم من هزيمتهم.(القضاة 20: 44-46)
أشفقت الأسباط الإسرائيلية الأخرى على سبط بنيامين، وسمحوا لهؤلاء الرجال الستمائة بالاستمرار في أرض سبط بنيامين، لكن لم يكن لديهم الاستعداد لتزويجهم من بناتهم لأنهم تعاهدوا على أل يزوجوهم من بناتهم. وللتغلب على ذلك، قتلوا رجال ونساء يابيش-جلعاد الذين لم يظهروا حدادًا كباقي بني إسرائيل على سبط بنيامين الذي كاد أن يفنى، واستبقوا 400 عذراء منهم ليزوجوهن برجال سبط بنيامين. أما المائتا رجل الباقون، اتفقوا معهم على أن يذهبوا إلى مكان الاحتفال بأحد الأعياد في شيلوه ويختبئوا في الكروم، وينتظر خروج العذارى للرقص، فيخطف كل منهم زوجة لنفسه ويعود بها إلى منزله.(القضاة 19-21)

### مملكة إسرائيل الموحدة
ردًا على التهديد المتزايد من غارات الفلستيين، شكلّت أسباط بني إسرائيل نظامًا ملكيًا مركزيًا قويًا خلال القرن الحادي عشر قبل الميلاد. كان شاول أول ملك هذا الكيان الجديد من سبط بنيامين،(صموئيل الأول 9: 1-2) الذي كان وقتئذ أقل الأسباط عددًا، وجعل عاصمة ملكة في جبعة.
بعد وفاة شاول، ظلت جميع ألسباط، باستثناء سبط يهوذا، على ولائها لإيشبوشث بن شاول وخليفته على عرش إسرائيل، ولكن نشبت حرب بين بيت شاول وبيت داود. حاول داود استمالة الأسباط، إلا أن سبط بنيامين كانوا أكثرهم معارضة له خوفًا من فقدانهم الكرامة والميزة مع انتقال البيت الملكي إلى سبط يهوذا.

### التاريخ اللاحق
بعد وفاة إيشبوشث، انضم سبط بنيامين مع الأسباط الشمالية ونصّبوا داود ملكًا على المملكة الموحدة. وبعد اعتلاء رحبعام بن سليمان، حفيد داود، العرش حوالي سنة 930 ق.م.، انفصلت الأسباط الشمالية عن حكم سلالة داود، شكّلوا مملكة إسرائيل الشمالية، في حين يقي سبط بنيامين جزءًا من مملكة يهوذا الجنوبية إلى أن سقطت مملكة يهوذا على أيدي البابليين حوالي سنة 586 ق.م. وتعرّضوا للتهجير. مع انتهاء السبي، لم يعد هناك تمييزًا بين سبطي بنيامين ويهوذا لصالح هوية يهودية مشتركة، رغم إشارة سفر أستير إلى أن مردخاي كان من سبط بنيامين.(أستير 2: 5) وحتى زمن يسوع الناصري، ظل البعض (وخاصة بولس الطرسوسي) يحددون أصولهم البنيامينية:(الرسالة إلى أهل فيلبي 3: 4-6)

## الشخصية
تصف عدة مقاطع في الكتاب المقدس سبط بنيامين بأنهم مولعون بالقتال، كما وُصفوا بانتشار المقاتلون العُسر بينهم،(القضاة 20: 16) وأنهم شجعان ورماة مهرة.(أخبار الأيام الأول 8: 40) وفي بركة يعقوب، يُشار إلى سبط بنيامين بأنه "ذئب يفترس"؛(التكوين 49: 27) فُسّر ذلك قديمًا على أنه إشارة إلى قوة أحد أفراد السبط، إما البطل إيهود أو الملك شاول، أو مردخاي في رواية سفر أستير، أو في الأوساط المسيحية إلى الرسول بولس.

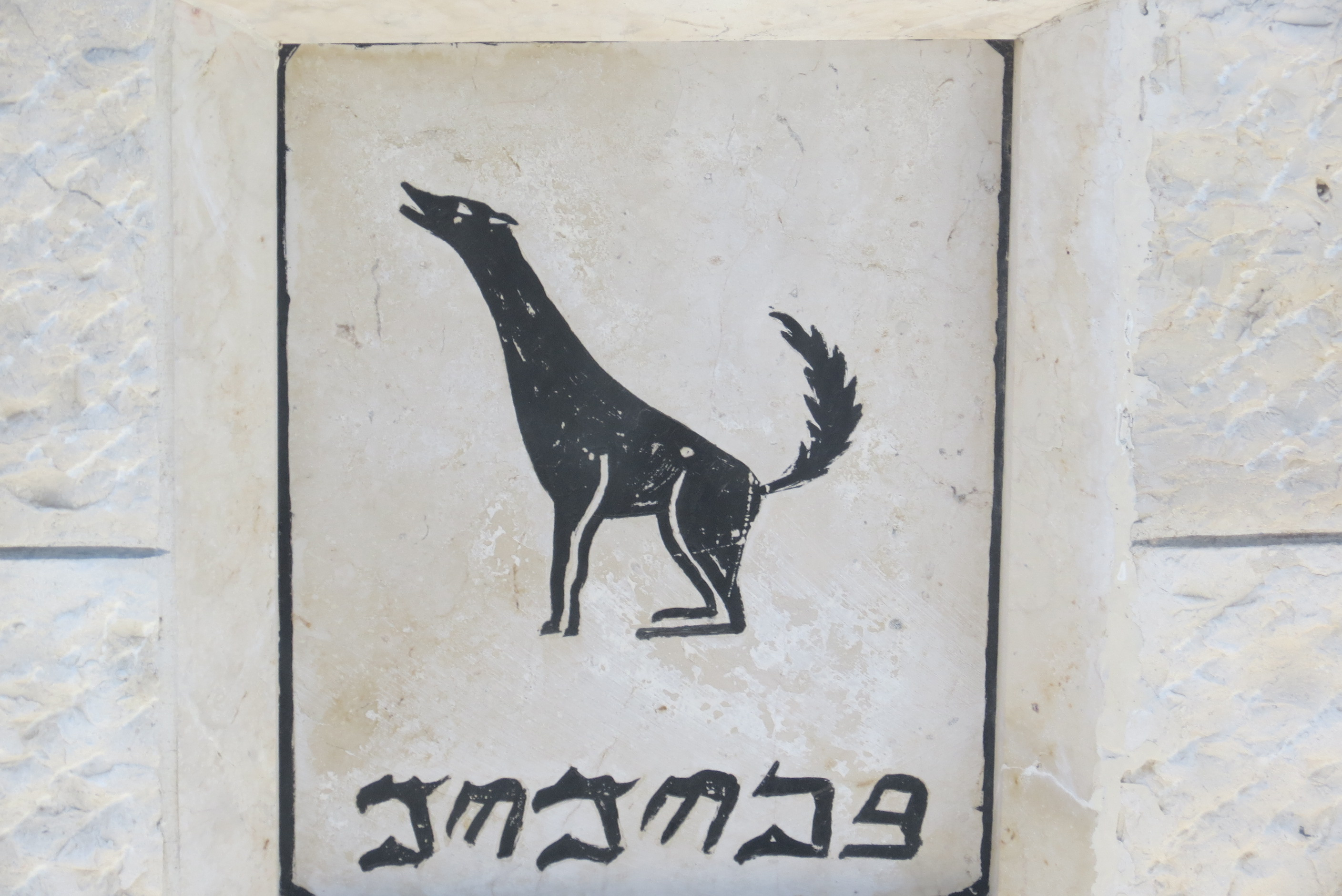
جدارية سامرية على جبل جرزيم تمثل سبط بنيامين، ويظهر فيها رمز الذئب. وكلمة "بنيامين" أو "بنياميم" ب بالكتابة السامرية.

## أراضي السبط
وفقًا للكتاب المقدس العبري، بعد انتهاء غزو بني إسرائيل لأرض كنعان، قسّم يشوع الأرض بين الأسباط الاثني عشر. يؤرخ كينيث كيتشن هذا الغزو إلى ما بعد سنة 1200 ق.م. بفترة وجيزة، إلا أن هناك إجماع من العلماء المعاصرين على أن الفتح الذي وصفه سفر يشوع لم يحدث قطّ. ويروي الكتاب المقدس أن يشوع خصص لسبط بنيامين المنطقة الواقعة بين أرض سبط أفرايم في الشمال وأرض سبط يهوذا في الجنوب، ويحدّها نهر الأردن من الشرق، وضمّت العديد من المدن ذات الأهمية التاريخية، مثل بيت إيل وجبعة وتطل على التلال الشمالية للقدس.(يشوع 18: 11-28)
وفقًا للمصادر الحاخامية، سمّى السفر فقط البلدات والقرى الواقعة على الحدود الشمالية والجنوبية فقط، لذا فجميع البلدات والقرى غير المسماة الواقعة بين هذه الحدود تقع ضمن أرض سبط بنيامين. يذكر التلمود البابلي ثلاثًا من هذه المدن، التي كانت جميعها في السابق محاطة بسور، وكانت تابعة لسبط بنيامين: اللد وأونو وجي ههراشيم. وأن أقصى جنوب أرض سبط بنيامين "منبع مياه نفتوح" المذكور في يشوع 18: 15، وهو مكان يُعرف باسم كفر لفتا على يسار الطريق الداخل إلى القدس، وهي الآن قرية عربية مهجورة، وأن كلمة لفتا هي تحريف للاسم العبري نفتوح، حيث لا يزال هناك ينبوع طبيعي بهذا الاسم.
ورغم أن اليبوسي (القدس) كانت في المنطقة المخصصة لسبط بنيامين،(يشوع 18: 28) إلا أنها ظلت تحت السيطرة المستقلة لليبوسيين. يُشير سفر القضاة 1: 21 إلى أن المدينة كانت ضمن أراضي سبط بنيامين بينما أشار سفر يشوع 15: 63 إلى أن المدينة كانت ضمن أراضي سبط يهوذا. في كلا الحالتين، ظلت القدس مدينة يبوسية مستقلة حتى غزاها داود(أخبار الأيام الأول 11: 4-8) على الأرجح في القرن الحادي عشر قبل الميلاد، وجعلها عاصمة لمملكة إسرائيل الموحدة. بعد تفكك المملكة الموحدة، ظلت القدس عاصمة لمملكة يهوذا الجنوبية.
ملكية بيت إيل أيضًا غامضة، فعلى الرغم من أن يشوع خصص بيت إيل لسبط بنيامين، إلا أنه في زمن دبوره، تُوصف بيت إيل بأنها كانت في أرض سبط أفرايم.(القضاة 4: 5) ثم، وفقًا لسفر أخبار الأيام الثاني، بعد حوالي عشرين عامًا من تفكك المملكة الموحدة، هزم أبيا ملك يهوذا، يربعام ملك مملكة إسرائيل الشمالية، واستعاد مدن بيت إيل ويشانة وعفرون والقرى المحيطة بها.(أخبار الأيام الثاني 13: 17-19) ويُعتقد أن عفرون هي عفرة التي خصصها يشوع أيضًا لسبط بنيامين.(يشوع 18: 20-28) وفي بركة موسى التي صوّرها الكتاب المقدس على أنها نبوءة من قبل موسى حول الوضع المستقبلي للأسباط الاثني عشر، وُصف سبط بنيامين بأنه "بين منكبي (يهوه) يسكن"،
(التثنية 33: 12) في إشارة إلى موقعه بين السبط الرئيسي لمملكة إسرائيل الشمالية (سبط أفرايم)، والسبط القائد في مملكة يهوذا (سبط يهوذا).

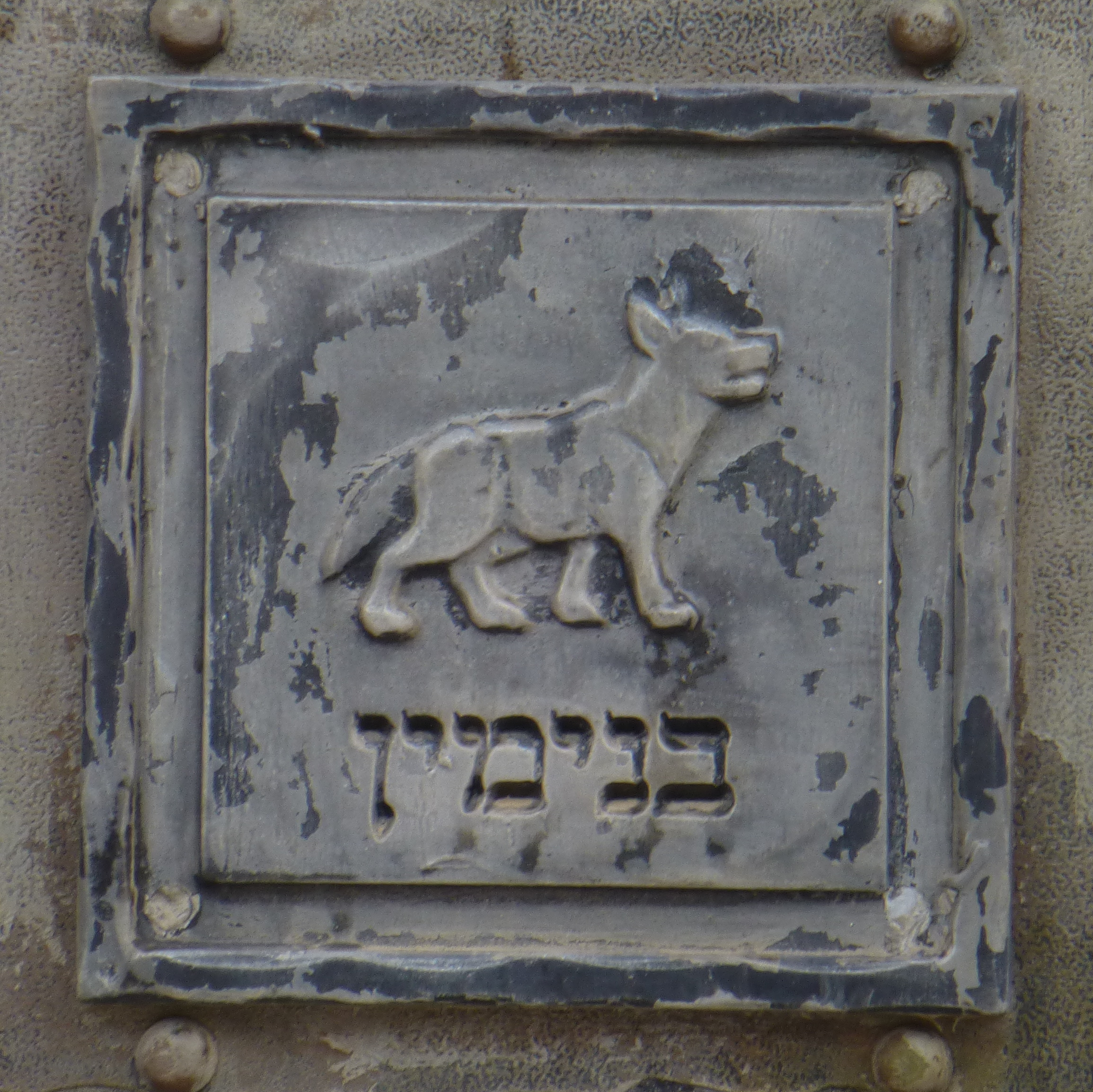
نقش يظهر به الذئب شعار سبط بنيامين.